# الکساندر هرنیکوف
الکساندر پاولویچ هرنیکوف (روسی: Александр Павлович Хренников؛ ۱۱ نوامبر ۱۸۹۶–۳۱ دسامبر ۱۹۸۴) مهندس سازه روسی - کانادایی، بنیانگذار روش المان محدود بود.

## زندگی‌نامه
الکساندر هرنیکوف در روسیه متولد شد، و از مؤسسه مهندسی راه‌آهن در مسکو، فارغ‌التحصیل شد. او مدرک کارشناسی ارشد خود را از دانشگاه بریتیش کلمبیا (۱۹۳۳)، و مدرک دکترای علوم خود را از موسسه فناوری ماساچوست در سال ۱۹۴۱ دریافت کرد. او از سال ۱۹۳۳ تا زمانی که در سال ۱۹۸۴ درگذشت، استاد مهندسی عمران در دانشگاه بریتیش کلمبیا بود.

## آثار
او در طی کار خود در موسسه فناوری ماساچوست، شباهت شبکه ای را را توسعه داد که خمش پوسته‌ها و ورقهای سازه‌ها را در یک چهارچوب شبکه ای مدل می‌کند. با آنکه این کار در زمان ارائه اش، به دلیل فقدان توان محاسباتی، توجه کمی را به خود جلب کرد، آن را اغلب به عنوان نقطه عطفی در تاریخچه تحلیل سازه‌ها می‌دانند که منجر به ارائه روش المان محدود شد. او بعدتر مدلهای شبکه ای را به مسایل کمانش ورقها و پوسته‌ها گسترش داد و کمکهای قابل توجهی به توسعه نظریه طراحی پلاستیک سازه‌های فلزی کرد.